# سولفافنازول
سولفافنازول(به انگلیسی: Sulfaphenazole یا sulfafenazol) یک ضد باکتری سولفونامیدی است.